# La incomparable aventura de un tal Hans Pfaall
"La incomparable aventura de un tal Hans Pfaall" (1835) es un cuento de Edgar Allan Poe publicado en la edición de junio de 1835 de la revista mensual Southern Literary Messenger como "Hans Phaall -- A Tale", que Poe pretendía que fuera un engaño.
La historia, que narra un viaje a la luna, se considera uno de los primeros ejemplos del género de ciencia ficción moderno.
Poe planeó continuar con el engaño en más entregas, pero se lo impidió el Gran engaño de la Luna que comenzó en la edición del 25 de agosto de 1835 del diario New York Sun. Más tarde, Poe escribió que el tono satírico de la historia hizo que a los lectores les resultara fácil ver a través del supuesto engaño.

## Resumen de la trama

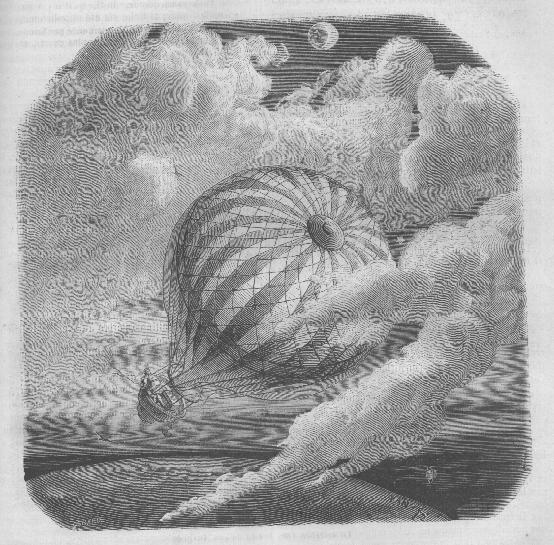
Yan Dargent's illustration about The Unparalleled Adventure of One Hans Pfaall for Jules Verne's "Edgar Poe et ses œuvres" (1864)

La historia comienza con la entrega a una multitud reunida en Rotterdam de un manuscrito que detalla el viaje de un hombre llamado Hans Pfaall. El manuscrito, que comprende la mayor parte de la historia, describe en detalle cómo Pfaall logró llegar a la Luna con la ayuda de un nuevo globo revolucionario y un dispositivo que comprime el vacío del espacio en aire respirable. El viaje le lleva diecinueve días, y la narración incluye descripciones de la Tierra desde el espacio, así como el descenso a su satélite volcánico ardiente. Pfaall retiene la mayor parte de la información sobre la superficie de la Luna y sus habitantes para negociar un perdón del burgomaestre por varios asesinatos que cometió al abandonar la Tierra (acreedores suyos que se estaban volviendo molestos). Tras leer el manuscrito, las autoridades de la ciudad están de acuerdo en que Pfaall debe ser perdonado, pero el mensajero que les trajo el texto (aparentemente un residente de la Luna) ha desaparecido y no pueden restablecer la comunicación con él.

## Importancia literaria
La historia de Poe influyó en De la Tierra a la Luna de Jules Verne, y se hace referencia a ella en él, que puede considerarse como una nueva versión de la historia. Verne reconoció a Poe como el creador de la "novela científica" cuando se refirió a él como "el creador de la novela maravillosamente científica".
Poe publicó más tarde un engaño similar, "El engaño del globo", en el New York Sun en 1844.